# Björn Lücker

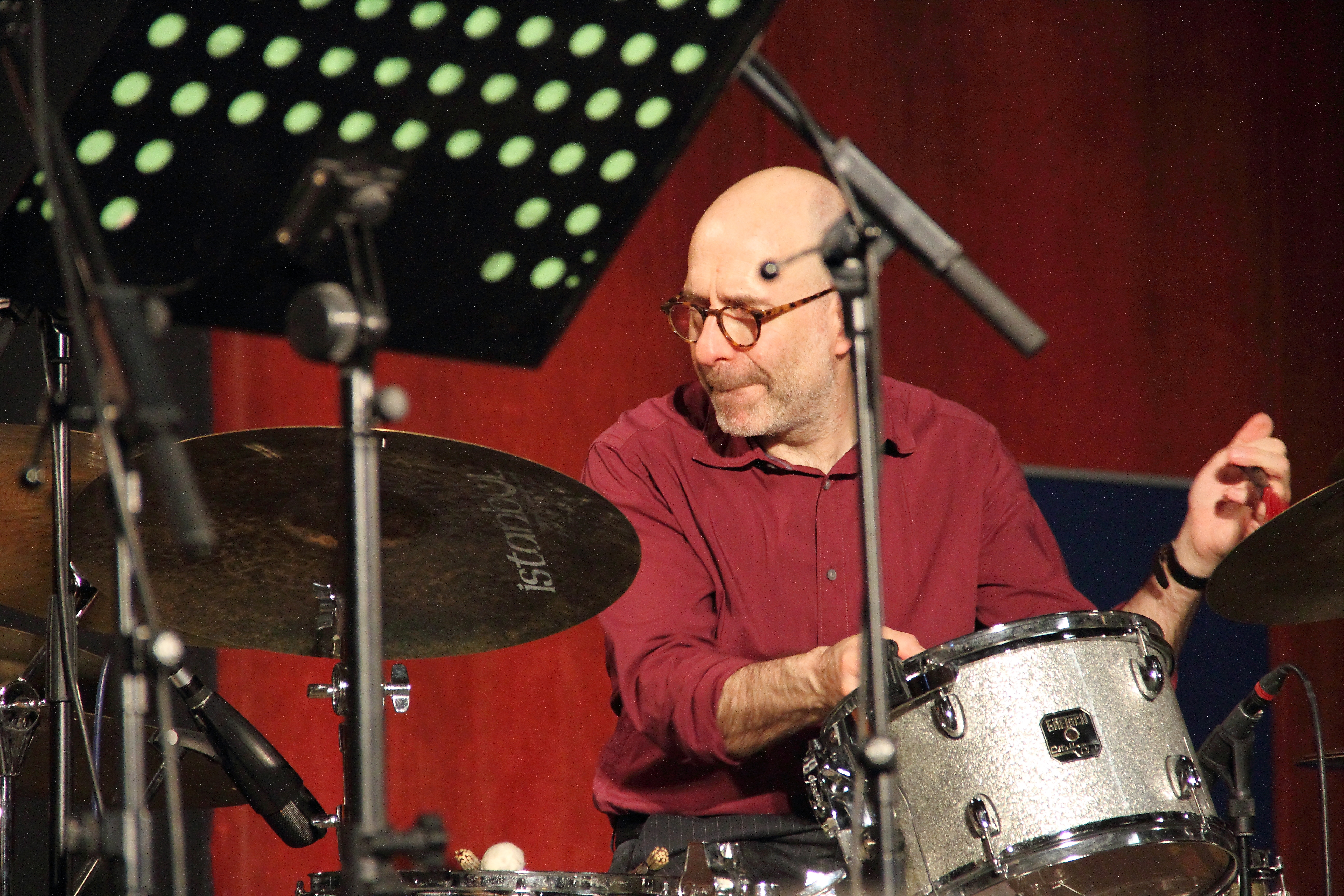
Björn Lücker mit dem Anna-Lena Schnabel Quartett auf dem INNTöne Festival Innsbruck 2018

Björn Lücker (* 12. Februar 1967 in Lübeck) ist ein deutscher Jazzmusiker (Schlagzeug, auch Komposition).

## Leben und Wirken
Lücker, der seit den 1980er-Jahren in der Hamburger Musikszene aktiv ist, studierte Jazz-Schlagzeug an der Hochschule für Musik und Theater Hamburg. 1991 spielte er in Anthony Braxtons Creative Music Ensemble (Ton Art Hamburg, HatHut). In den folgenden Jahren arbeitete er u. a. mit Jens Thomas und Stefan Weeke im Trio Triocolor, mit dem er Sieger auf dem Europ’ Jazz Contest Belgium ’94 wurde, außerdem im Jazzhaus Orchestra (Album Hamburg), mit Theo Travis und dem Ralph Reichert/Jerry Tilitz Quintet. Um 2003 nahm er das Soloalbum Aquarian Drum Song auf. Mit Lutz Büchner und Philipp Steen spielte er im Trio Connex; mit Jan Roder und Henrik Walsdorff bildete er die Formation The Most.
Weiterhin arbeitete er mit Gary Peacock Walter Norris, Benny Bailey, Howard Johnson, Jimmy Woode, Simon Nabatov, Nils Wogram, Wolfgang Schlüter, Elliott Sharp, Dusko Goykovich und der NDR Bigband/Dieter Glawischnig, der hr-Bigband, und dem Philharmonischen Staatsorchester Hamburg/Ingo Metzmacher. Gegenwärtig (2018) leitet er das Björn Lücker Aquarian Jazz Ensemble, mit Buggy Braune, Claas Ueberschär, Giorgi Kiknadze und Anna-Lena Schnabel. Mit dem New Aquarian Jazz Ensemble (u. a. mit Christian Höhn, Lauri Kadalipp, Lukas Klapp) legte er 2023 das Album Free from Form for Feeling vor.
Weitere aktuelle Projekte sind Winnitzki, Hughes und Lücker spielen Monk mit dem Pianisten Matthäus Winnitzki und dem Bassisten John Hughes sowie sein Duo mit Andreas Schickentanz (Suspicion About the Hidden Realities of Sound 2021). Lücker arbeitete neben dem Jazz im Bereich der Klassik, Experimenteller Musik, Improvisierter Musik bis hin zu modernen Rock- und Crossover-Projekten sowie Lyrik-Vertonungen.

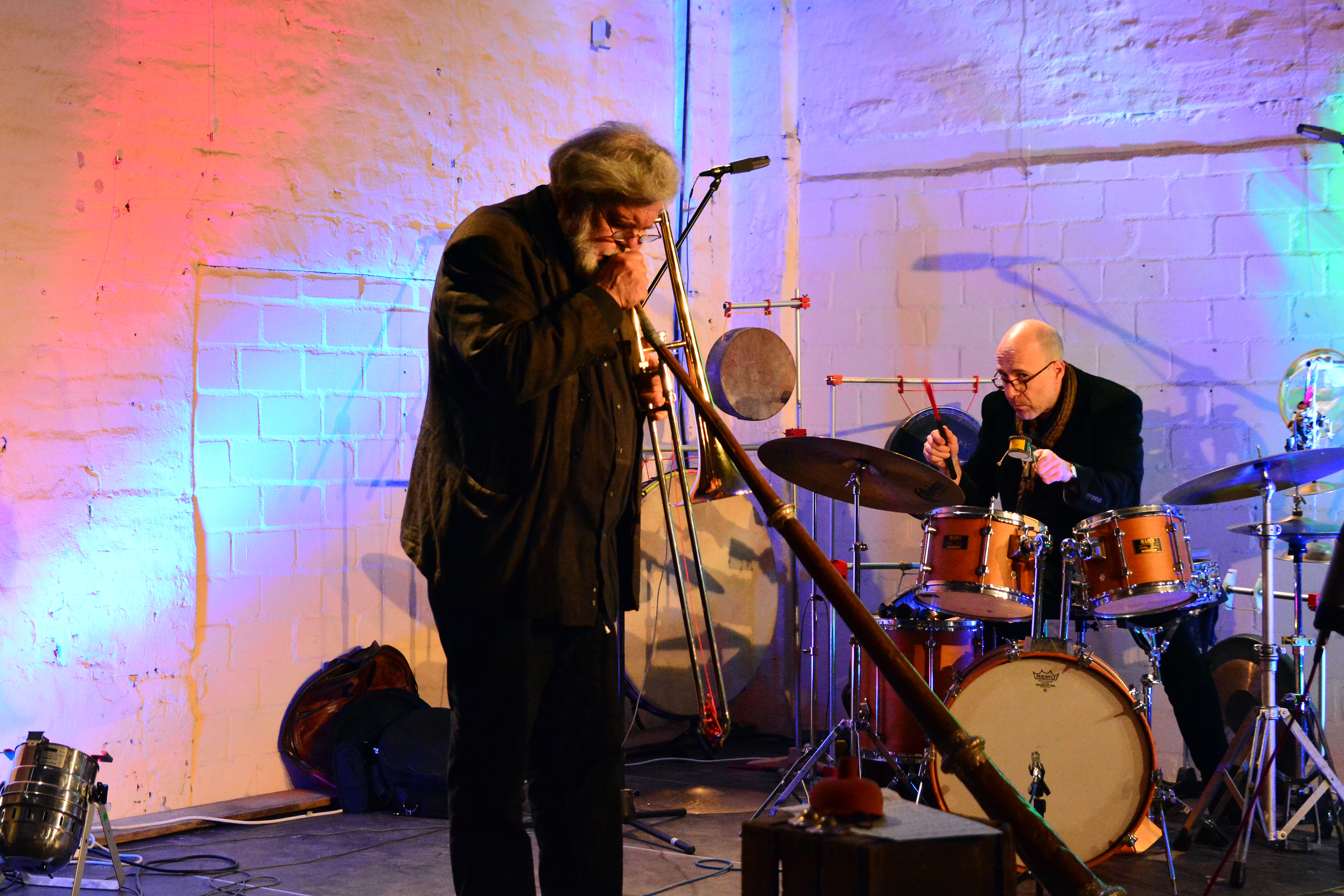
Altona Art Duo (Heinz-Erich Gödecke, Posaune und Björn Lücker, Schlagzeug) im Kranhaus Elmshorn 2015